# ハードチーズ

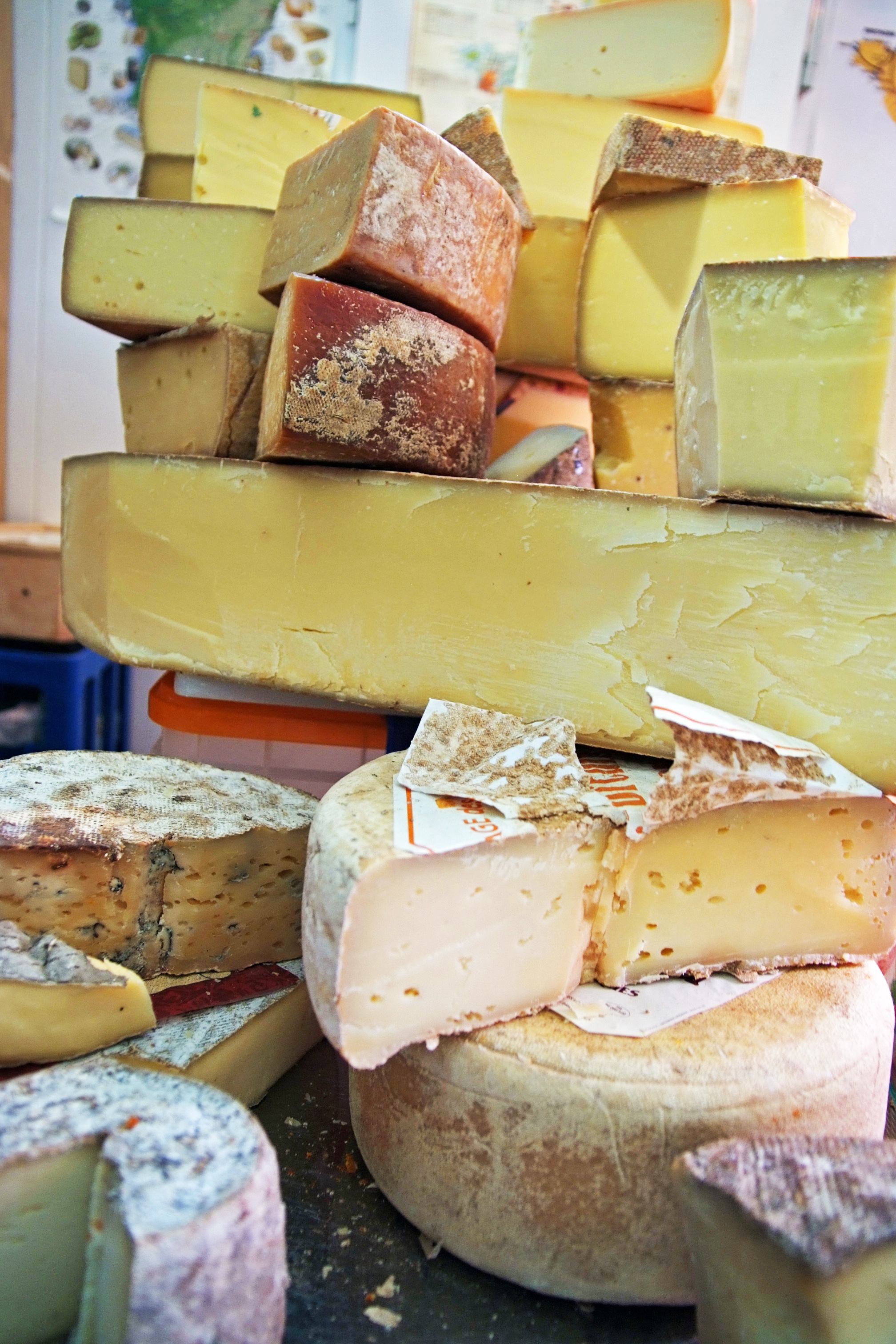
ハードチーズ（フランクフルト・アム・マインのヘーヒスト市場）

ハードチーズとは、加工工程で乳固形分が圧搾され水分が排出されることにより含水率が低くなり、硬質に仕上がるナチュラルチーズの一種。ほとんどが牛乳を原料とする。水分が少ないため保存性が高く、長期の熟成により深い旨味があり、風味も濃厚なのが特徴である。
有名なものとして、イタリアのパルミジャーノ・レッジャーノ、イギリスのチェダー、スイスのパルメザン、グリュイエール、ラクレット、エメンタール、オランダのハードエダムなどがある。
日本では、水分値により硬質チーズ（ハードタイプ）と超硬質チーズ（エキストラハードタイプ）に分類されるが、水分のパーセンテージは硬質チーズが38%～32%、超硬質チーズが32%以下である。

## 概要
ハードチーズはカードとホエーを分離させる工程で、加熱しながら撹拌しカードの凝縮を促す。さらに分離したカードを細かく切ったのち型に詰め、強く圧搾することで水分を抜き、それに伴い組織の密度が高くなるのが特徴である。圧搾された後、硬質チーズは乳酸菌、超硬質チーズはプロピオン酸菌属の酵素により内部から熟成される。熟成の期間はチーズの種類によって様々であるが、概ね硬質チーズは6ヶ月以上10～12ヶ月以内、超硬質チーズは1年以上3年ぐらいまでである。熟成が進むとリンドと呼ばれる外皮が形成され、自然の皮があるものをリンデットタイプ、リンドの代わりにフィルムで包み内部を保護するものをリンドレスタイプと呼ぶ。

## 食べ方
テーブルチーズとして、薄切りにしてサラダに入れたり、パンに乗せて食すほか、粉末にして調味料として使用したり、ピザやグラタン、キッシュの具材としても用いられる。また、ラクレットチーズはラクレットの、エメンタールチーズはチーズフォンデュの主な材料としても使われる。

## 保存方法
切り口をラップで包み、冷蔵庫の中でも湿度の比較的高い野菜室に保存する。長期間保存する場合は、一回分ずつ小分けにしてラップに包んで冷凍する。